# オスマン帝国の行政区画
オスマン帝国の行政区画（オスマンていこくのぎょうせいくかく）は、軍事上で区分された区画であると同時に、帝国統治においても重要な役割を果たしていた。また、帝国外には多様な属国や貢納国が存在していた。
オスマン帝国の行政区分については、大きく2つの時代があり、帝国が拡大した時代である初期の行政区画と、1864年に改革された後期の行政区画がある。

## 初期の行政区分

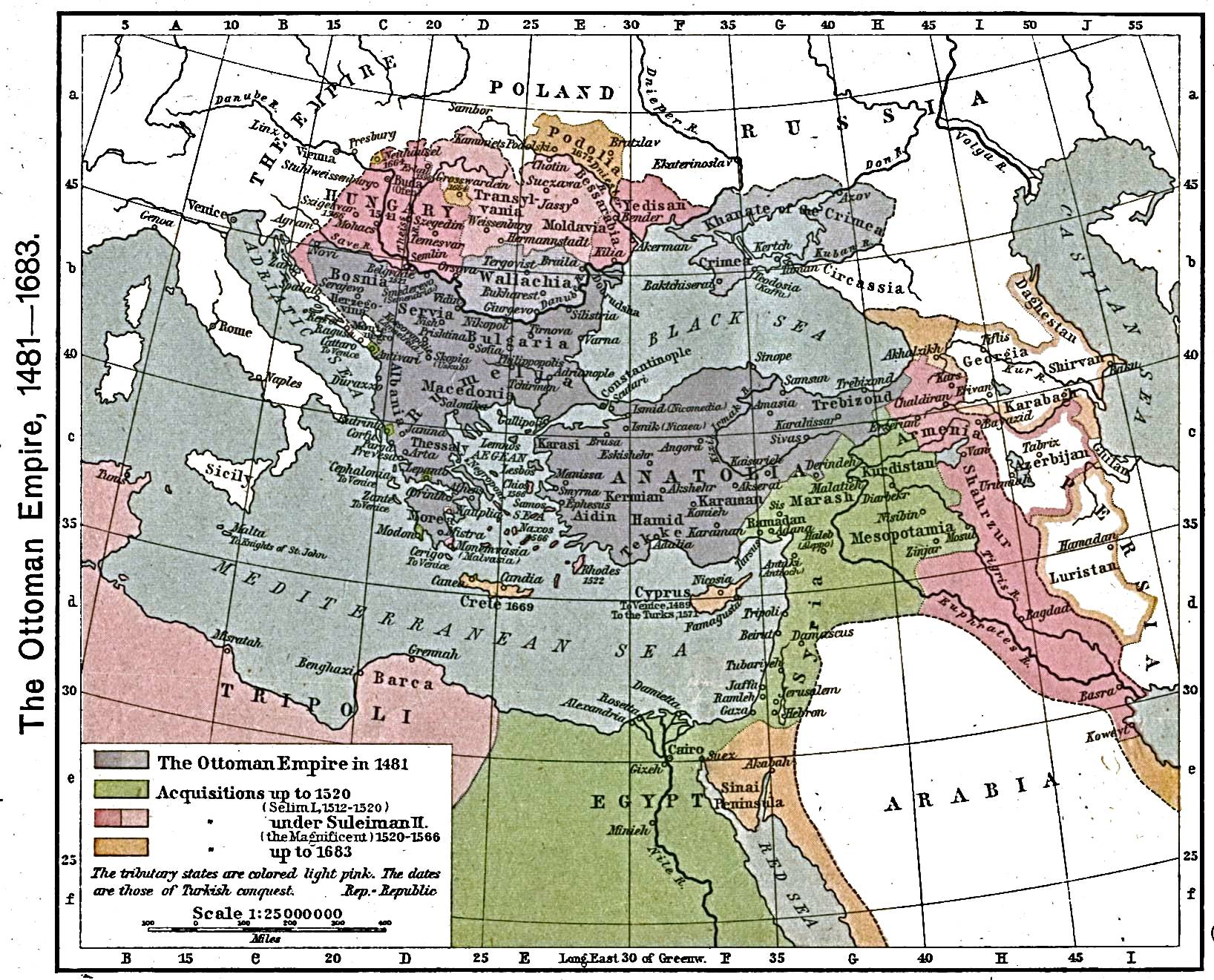
初期のオスマン帝国

オスマン帝国の最初の行政区画は、セルジューク朝の属国として中央アナトリア地方に建国された時から始まる。その後オスマン家が統治した間に、オスマン君侯国は周囲の小国やベイリク（君侯国）を併合した。この拡大は、世襲制の統治者であるベイを置いた、セルジューク朝の統治方法を利用したものであった。つまり、ベイに統治を続けさせる代わりに、オスマン君侯国のスルタンへの宗主権を認めさせたのであった。
初期のオスマン帝国は、サンジャク（県）といった行政区分が置かれた。サンジャクはスルタンが管理するサンジャクと、スルタンの子供が管理するサンジャクに分けられた。また、サンジャクの統治には、スルタンから軍旗を授与された司令官であるサンジャク・ベイスが当てられた。
しかし、オスマン帝国がヨーロッパ地域に拡大するにつれて、サンジャクの上位の区分を置く必要性が生じてきたために、ムラト1世（1359-1389）は
ベイレルベイを創設し、ルメリアに置いた。また同時にベイレルベイリク（州、のちにエヤレトとなる）がアナトリア地方のルム地方（現在のアマスィヤ周辺）に置かれ、スルタンが直接統治を行った。ベイレルベイリクの創設によって、サンジャクは第二位の行政区分となったが、新しく併合された地域など、ベイレルベイリクが置かれていない地域では、サンジャクが最上位の行政区分となることもあった。またベイレルベイは、州全土の軍隊の指揮権も与えられていた。

### 初期の州

#### 1299年〜1609年
- カラマン州（英語版） 1州のみ。

#### 1609年以前に存在していたと思われる州
| 州                                | トルコ語 | 創設年    | 所在国                | 備考 |
| --------------------------------- | -------- | --------- | --------------------- | --- |
| アブハズ （アブハジア）           | Abhaz    | 1578-?    | グルジア              | 州の領域は、現在のアブハジア自治共和国、イメレティ地区、サメグレロ＝ゼモ・スヴァネティ地区の一部と重なる。 |
| アフスカ （アハルチヘ）           | Ahıska   | 1603-?    | グルジア              | チュムドゥル州の領域と一致する。                                                                           |
| ダーウスタン （ダゲスタン）       | Dağıstan | 1578-?    | ロシア                | デミルカプ州とも。統治者にはベイレルベイではなく、セルダルが置かれた。                                     |
| トゥマニス （ドマニシ）           | Tumanis  | 1584-?    | グルジア              | |
| ゲンジェ （ギャンジャ）           | Gence    | 1588-1604 | アゼルバイジャン      | |
| ゴリ                              | Gori     | 1588-?    | グルジア              | |
| ヤヌク （ジェール）               | Yanık    | 1594-1598 | ハンガリー            | |
| カヘティ                          | Kaheti   | 1578-?    | グルジア              | カヘティ王国の王が、代々ベイに任命された。                                                                 |
| ロリ （ボスニア）                 | Lori     | 1584-?    | アルメニア            | |
| ボーダン （モルダヴィア）         | Boğdan   | 1595      | モルドヴァ ルーマニア | 1595年にのみ存在。その後は自治州となった。                                                                 |
| ナフチヴァン （ナヒチェヴァン）   | Nahçivan | 1603      | アルメニア            | |
| ファシュ                          | Faş      | 1579-?    | トルコ                | トラブゾン州の別名だという説もある。                                                                       |
| サヌア                            | San'a    | 1567-1569 | イエメン              | 一時的にイエメン州が分割された時に創設された。                                                             |
| シャマフ （シャマヒ）             | Şamahı   | 1583      | アゼルバイジャン      | シェルヴァン州の別名だという説もある。                                                                     |
| スィゲトヴァル （シゲトヴァール） | Sigetvar | 1596      | ハンガリー クロアチア | 後にカニジェ州と改名された。                                                                               |
| シルヴァン                        | Şirvan   | 1578-1604 | アゼルバイジャン      | 統治者にはベイレルベイではなく、セルダルが置かれた。                                                       |
| テブリズ （タブリーズ）           | Tebliz   | 1585-1603 | イラン                | |
| ティフリス （トビリシ）           | Tiflis   | 1578-1586 | グルジア              | 1586年に廃止され、ゴリ州が創設された。                                                                     |
| エフラク （ワラキア）             | Eflak    | 1595      | ルーマニア            | 1595年にのみ存在。その後は自治州となった。                                                                 |
| エリヴァン （エレヴァン）         | Erivan   | 1583-1604 | アルメニア            | ヴァン州の一部となったこともあった。                                                                       |
| ザビド                            | Zabid    | 1567-1569 | イエメン              | 一時的にイエメン州が分割された時に創設された。                                                             |

#### 1609年時点の州
16世紀のセリム1世とスレイマン1世の治世に、帝国の行政区画は増加された。17世紀後半には42ものエヤレト（州）が存在していた。
| 州                                | トルコ語     | 創設年        | 所在国                                                                       | 備考 |
| --------------------------------- | ------------ | ------------- | ---------------------------------------------------------------------------- | --- |
| ハベシュ （アビシニア）           | Habeş        | 1554          | サウジアラビア スーダン エリトリア ソマリア                                  | 紅海両岸、メッカ・メディナを含んでいる。                                                                   |
| アダナ                            | Adana        | 1608          | トルコ                                                                       | |
| ジェザイル （エーゲ群島）         | Cezayir      | 16世紀中頃    | ギリシャ                                                                     | デニズィ州とも。後にジェザイル・バフリ・セフィド（Cezayir Bahr-i Sefid）州となった。                       |
| ハレプ （アレッポ）               | Halep        | 1516-1521     | シリア トルコ                                                                | |
| ジェザイル・ガルプ （アルジェ）   | Cezayir Garp | 1519          | アルジェリア                                                                 | |
| アナドル （アナトリア）           | Anadolu      | 1365          | トルコ                                                                       | |
| バーダト （バグダード）           | Bağdat       | 1535          | イラク                                                                       | |
| バスラ                            | Basra        | 1552          | イラク クウェート                                                            | |
| ボスナ （ボスニア）               | Bosna        | 1520年代      | ボスニア・ヘルツェゴビナ クロアチア セルビア モンテネグロ                    | |
| ブディン （ブダ）                 | Budin        | 1541          | ハンガリー クロアチア セルビア                                               | |
| クブルス （キプロス）             | Kıbrıs       | 1571          | キプロス トルコ                                                              | 1660年〜1703年、および1784年からはジャザイル州の一部となる。                                               |
| ディヤルバクル                    | Diyarbakır   | 1515          | トルコ イラク                                                                | |
| エーリ                            | Eğri         | 1596          | ハンガリー スロヴァキア                                                      | |
| ムスル (Mısır) （エジプト）       | Mısır        | 1517          | エジプト イスラエル ヨルダン サウジアラビア                                  | |
| エルズルム                        | Erzurum      | 1514-1534     | トルコ                                                                       | |
| ラフサ （アル＝ハサー）           | Lahsa        | 1579          | サウジアラビア                                                               | 直接統治されることはほとんど無かった。                                                                     |
| ケフェ （テオドシア）             | Kefe         | 1581          | ウクライナ ロシア                                                            | |
| カニジェ （カニジャ）             | Kanije       | 1600          | ハンガリー クロアチア                                                        | |
| カラマン                          | Karaman      | 1470          | トルコ                                                                       | |
| カルス                            | Kars         | 1579          | トルコ グルジア                                                              | 1604年にチュルドゥル州に併合され、1845年にはエルズルム州の一部となった。                                   |
| マラシュ                          | Maraş        | 1522          | トルコ                                                                       | |
| ムスル (Musur) （モスル）         | Musul        | 16世紀後半    | イラク                                                                       | |
| ラッカ                            | Rakka        | 16世紀後半    | シリア トルコ イラク                                                         | ウルファ州とも。                                                                                           |
| ルメリ （ルメリア）               | Rumeli       | 1365          | ブルガリア ギリシャ マケドニア共和国 アルバニア セルビア モンテネグロ トルコ | アナドル州とともに、初期の2州の1つである。                                                                 |
| チュルドゥル （サムツヘ）         | Çıldır       | 1579          | グルジア トルコ                                                              | メスヘティ州とも。1829年に州の大半がロシア帝国に割譲され、残りの地域は1845年にエルズルム州の一部となった。 |
| シェフリゾル                      | Şehrizor     | 16世紀中頃    | イラク イラン                                                                | キルクーク州とも。1830年代にシェフリゾル州は、モスル州にキルクーク県として併合された。                     |
| シリストラ (土語：スィリストレ)   | Silistre     | 1599          | ブルガリア ルーマニア モルドヴァ ウクライナ                                  | ヨズィ州、オチャキウ州とも。初代のベイレルベイにはクリミア・ハン国のハンが任命された。                     |
| スィヴァス                        | Sivas        | 16世紀初期    | トルコ                                                                       | |
| シャム （シリア）                 | Şam          | 1516-17       | シリア レバノン イスラエル パレスチナ自治区 ヨルダン トルコ イラク           | |
| テメシュヴァル （ティミショアラ） | Temeşvar     | 1552          | ルーマニア セルビア ハンガリー                                               | |
| トラブゾン                        | Trabzon      | 16世紀後半    | トルコ グルジア                                                              | トレビゾンド州とも。                                                                                       |
| トラブルスシャム （東方トリポリ） | Trablusşam   | 1570年代      | レバノン シリア                                                              | |
| トラブルスガルプ （西方トリポリ） | Trablusgarp  | 1551          | リビア                                                                       | |
| トゥヌス （チュニス）             | Tunus        | 1574          | チュニジア                                                                   | |
| ヴァン                            | Van          | 1548          | トルコ                                                                       | |
| イエメン                          | Yemen        | 1517-18, 1539 | イエメン サウジアラビア                                                      | |

参考
- Colin Imber. The Ottoman Empire, 1300-1650: The structure of Power. (Houndmills, Basingstoke, Hampshire, UK: Palgrave Macmillan, 2002.)
- Halil Inalcik. The Ottoman Empire: The Classical Age 1300–1600. Trans. Norman Itzkowitz and Colin Imber. (London: Weidenfeld & Nicolson, 1973.)
- Donald Edgar Pitcher. An Historical Geography of the Ottoman Empire (Leiden, Netherlands: E.J.Brill,1972.)

#### 1609年〜1683年に創設された州
| 州                              | トルコ語 | 創設年               | 所在国                | 備考                               |
| ------------------------------- | -------- | -------------------- | --------------------- | ---------------------------------- |
| ギリド （クレタ）               | Girid    | 1669 or 1670         | ギリシャ              |                                    |
| モラ （モレア）                 | Mora     | 1620-1687, 1715-1829 | ギリシャ              | ジャザイル州から分割されてできた。 |
| ポドルヤ （ポドリア）           | Podolya  | 1674-1699            | ウクライナ モルドヴァ |                                    |
| サイダ （シドン）               | Sayda    | 1660                 | レバノン              |                                    |
| ウイヴァル （ノーヴェザームキ） | Uyvar    | 1663-1685            | スロヴァキア          |                                    |
| ヴァラド （オラデア）           | Varad    | 1661-1692            | ルーマニア            |                                    |

### 県以下の行政区分
エヤレト（州）は、サンジャクベイが統治するサンジャク（県）から構成されており、さらにサンジャク（県）は、ティマリオトと呼ばれる騎士が治めるティマールと、大きなティマールであるゼアメトから成り立っていた。また、サンジャクの中には、イェルサレム県のように、エヤレトに属さないサンジャクもあった。サンジャクベイには、県内の騎士を指揮する権利が与えられていた。また、エジプト州、バグダード州、アビシニア州、アル＝ハサー州にはサンジャクが置かれなかった。

## 後期の行政区画

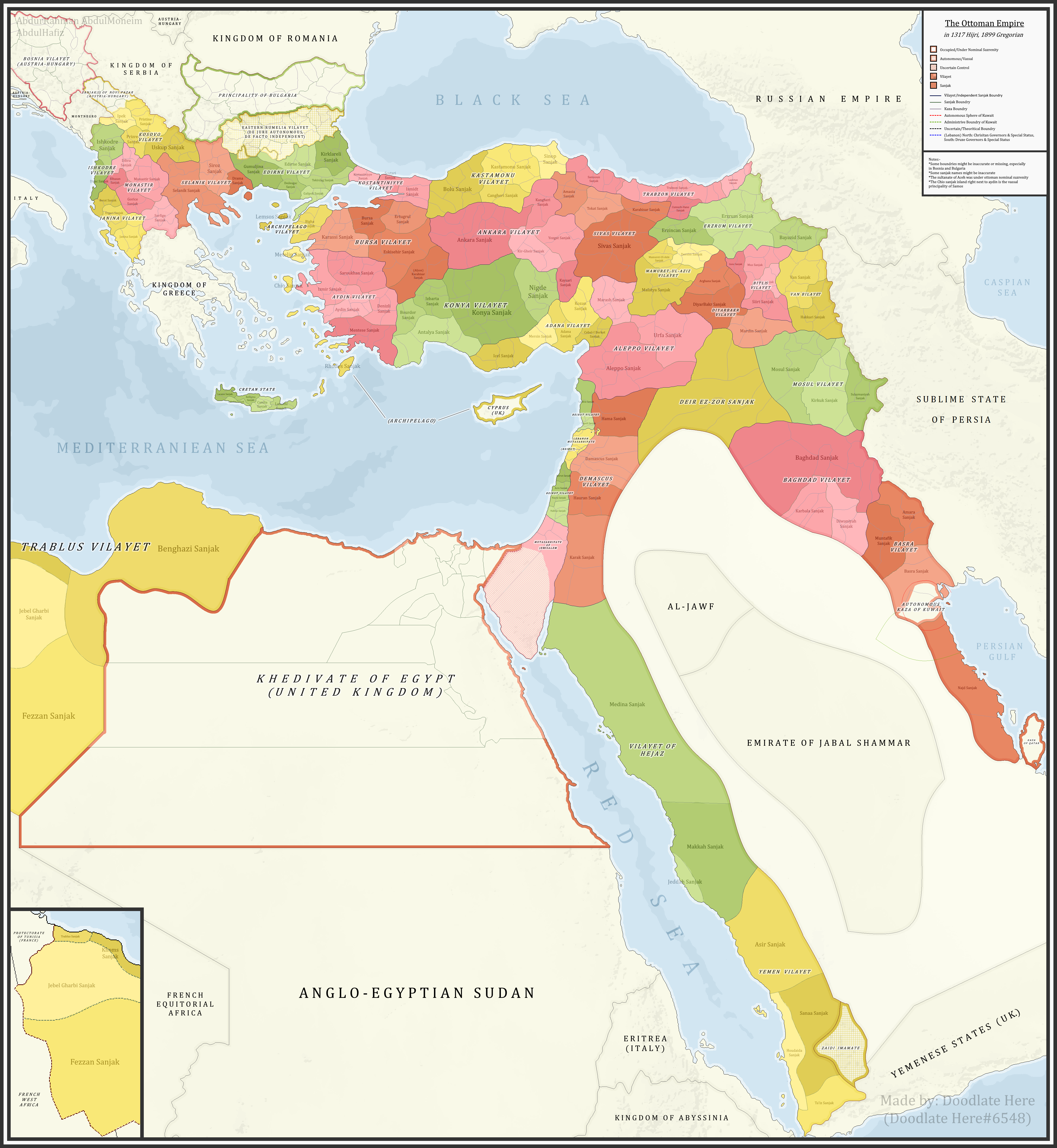
西暦1899年（ヒジュラ暦1317年）におけるオスマン帝国の行政区画

オスマン帝国が衰退するにつれて、帝国の行政機構は崩壊の危機をはらんでいた。1861年にはヨーロッパに支援されたマロン派キリスト教徒によって、レバノン山脈に自治県が作られたこともあった。タンジマートの改革の一環として、帝国全土のエヤレトを廃止し、これまでのエヤレトをより小規模にしたヴィライェト（州）を創設することが1864年に決まった。ヴィライェトの統治には、国会（Porte）で指名されたワーリ（総督）が当てられ、さらに州議会が新たに創設されることとなった。また、ヴィライェトの下位にはサンジャク（県）とムタサリファト（県）が置かれたが、セルビア公国やルーマニア公国、モンテネグロ公国といったオスマン帝国の属国が、州制度に組み込まれることはなかった。

### 1877年時点の州、または州と同等の地域

#### 西部地方
| 州                                  | トルコ語       | 地位            | 所在国                                                             | 備考                                                          |
| ----------------------------------- | -------------- | --------------- | ------------------------------------------------------------------ | ------------------------------------------------------------- |
| ボスナ （ボスニア）                 | Bosna          | ヴィライェト    | ボスニア・ヘルツェゴビナ クロアチア                                |                                                               |
| チャタルジャ                        | Çatalca        | サンジャイ      | トルコ                                                             | ※サンジャイは自治権が付与されたサンジャク。                   |
| ギリト （クレタ）                   | Girit          | ヴィライェト    | ギリシャ                                                           |                                                               |
| クブルス （キプロス）               | Kıbrıs         | アダス          | キプロス                                                           | ※アダスは特別な地位が与えられた島。                           |
| トゥナ （ドナウ）                   | Tuna           | ヴィライェト    | ブルガリア ルーマニア                                              |                                                               |
| 東ルメリ                            | Doğu Rumeli    | ヴィライェト    | ブルガリア                                                         | 自治権を持つ。                                                |
| エディルネ                          | Edirne         | ヴィライェト    | トルコ                                                             |                                                               |
| ヘルセク （ヘルツェゴヴィナ）       | Hersek         | ヴィライェト    | ボスニア・ヘルツェゴビナ                                           |                                                               |
| イスタンブール                      | İstanbul       | ヴィライェト    | トルコ                                                             |                                                               |
| ヤニア （ヤニナ）                   | Yanya          | ヴィライェト    | ギリシャ                                                           |                                                               |
| コソヴァ （コソヴォ）               | Kosova         | ヴィライェト    | コソヴォ セルビア マケドニア共和国                                 |                                                               |
| マナストゥル                        | Manastır       | ヴィライェト    | アルバニア マケドニア共和国 ギリシャ                               |                                                               |
| セラニク （テッサロニキ）           | Selanik        | ヴィライェト    | ギリシャ ブルガリア セルビア                                       |                                                               |
| イシュコドラ （シュコダル）         | İşkodra        | ヴィライェト    | アルバニア セルビア マケドニア                                     |                                                               |
| スィサム （サモス）                 | Sisam          | ベイリーイ      | ギリシャ                                                           | ※ベイリーイは特別な地位が与えられた島。                       |
| ソフヤ （ソフィア）                 | Sofya          | ヴィライェト    | ブルガリア                                                         |                                                               |
| メッケ （メッカ）                   | Mekke          | シェリフリーイ  | ボスニア・ヘルツェゴビナ クロアチア                                | ※シェリフリーイは自治権が与えられ、シャリフが統治にあたった。 |
| ムスル （モスル）                   | Musul          | ヴィライェト    | イラク                                                             |                                                               |
| ジェベリ・リュブナン （レバノン山） | Cebel-i Lübnan | ムタサリファト  | レバノン                                                           | ※ムタサリファトはワーリが統治する県。                         |
| セルフィジェ （セルヴィア）         | Serfije        | ムタサリファト? | ギリシャ                                                           |                                                               |
| シャム （シリア）                   | Şam            | ヴィライェト    | シリア レバノン イスラエル パレスチナ自治区 ヨルダン トルコ イラク |                                                               |
| トラブルス＝ガルプ （西方トリポリ） | Trablusu-Garb  | ヴィライェト    | リビア                                                             |                                                               |
| トゥヌス （チュニス）               | Tunus          | エヤレト        | チュニジア                                                         | ※エヤレトは世襲のベイが統治に当たった。                       |

#### アナトリア地方
| 州                                          | トルコ語               | 地位         | 所在国   | 備考 |
| ------------------------------------------- | ---------------------- | ------------ | -------- | ---- |
| アダナ                                      | Adana                  | ヴィライェト | トルコ   |      |
| ジェザイリ・バフリ・セフィド （エーゲ群島） | Cezayir-i Bahr-i Sefid | ヴィライェト | ギリシャ |      |
| ハレブ （アレッポ）                         | Haleb                  | ヴィライェト | シリア   |      |
| アンカラ                                    | Ankara                 | ヴィライェト | トルコ   |      |
| アイドゥン                                  | Aydın                  | ヴィライェト | トルコ   |      |
| ビガ                                        | Biga                   | サンジャイ   | トルコ   |      |
| ビトリス                                    | Bitlis                 | ヴィライェト | トルコ   |      |
| ディヤルベクル                              | Diyarbekır             | ヴィライェト | トルコ   |      |
| エルズルム                                  | Erzurum                | ヴィライェト | トルコ   |      |
| ヴァン                                      | Van                    | ヴィライェト | トルコ   |      |

#### 東部地方
| 州                                    | トルコ語        | 地位           | 所在国         | 備考                                                                        |
| ------------------------------------- | --------------- | -------------- | -------------- | --------------------------------------------------------------------------- |
| バーダド （バグダード）               | Bağdad          | ヴィライェト   | イラク         |                                                                             |
| バスラ                                | Basra           | ヴィライェト   | イラク         |                                                                             |
| ベイルート                            | Beyrut          | ヴィライェト   | レバノン       |                                                                             |
| ビンガズィ （ベンガジ）               | Bingazi         | ヴィライェト   | リビア         |                                                                             |
| デイリ・ゾル （デリゾール）           | Deyr-i Zor      | ヴィライェト   | シリア         |                                                                             |
| ムスル （エジプト）                   | Mısır           | ヒディヴリーイ | エジプト       | ※ヒディヴリーイは自治権が付与され、統治者にはヘディーヴ（副王）が当たった。 |
| ヒジャーズ                            | Hicaz           | ヴィライェト   | サウジアラビア |                                                                             |
| ヒュダヴェンディガル （ブルサ）       | Hüdavendigar    | ヴィライェト   | トルコ         |                                                                             |
| イズミド （イズミット）               | İzmid           | サンジャイ     | トルコ         |                                                                             |
| クデュスィ・シェリフ （イェルサレム） | Kudüs-i Şerif   | ムタサリファト | イスラエル     |                                                                             |
| カスタモヌ                            | Kastamonu       | ヴィライェト   | トルコ         |                                                                             |
| コンヤ                                | Konya           | ヴィライェト   | トルコ         |                                                                             |
| マムレテュル・アズィズ （エラズー）   | Mamuret-ül Aziz | ヴィライェト   | トルコ         |                                                                             |
| スィヴァス                            | Sivas           | ヴィライェト   | トルコ         |                                                                             |

### 1915年時点の州
1885年以降におけるオスマン帝国の小アジア地域は、15のヴィライェト、1つのサンジャク、およびイスタンブール州から構成されていた。また、ヴィライェトの下にはサンジャクが置かれた。

#### 西部地方
- ダルダネルス独立州
- ユスキュダル県

#### アナトリア地方
- イズミル州 - マニサ県、イズミル県、アイドゥン県、デニズリ県、メンテセ県
- ブルサ州 - バルケスィル県、ブルサ県、エルドグルル県、キュタヒヤ県、アフヨン県
- コンヤ州 - ブルドゥル県、ハミド・アバド県、アタルヤ県、コンヤ県、ニーデ県
- カスタモヌ州 - ボル県、チャンクル県、カスタモヌ県、スィノプ県
- アンカラ州 - アンカラ県、クルシェヒル県、ヨズガト県、カイセリ県
- アダナ州 - イジェル県、アダナ県、コザン県、オスマニイェ県
- スィヴァス州 - スィヴァス県、トカット県、アマスィヤ県、シェビンカラヒサル県
- トラブゾン州 - サムスン県、トラブゾン県、ギュミュシュハーネ県、ラズィスタン県
- エルズルム州
- ビトリス州 - ムシュ県、ゲンチ県、スィイルト県
- ヴァン州 - ヴァン県、ハッカリ県
- イズミット独立州

#### 東部地方
- モスル州 - モスル県、シェフリゾル県、スレイマニイェ県
- マムレ＝ウル＝アズィル州 - ディヤルバクル県、ゾル県
- ハレプ州 - ハレプ県、ウルファ県、マラシュ県

### 1918年時点の州
西部地方
- イスタンブール

アナトリア地方
- アダナ州
- アンカラ州
- アイドゥン州
- ビトリス州
- ディヤルバクル州
- エディルネ州
- エルズルム州
- ヒュダヴェンディガル州（ブルサ州）
- イズミット州
- コンヤ州
- マムレト＝エル＝アズィズ州（エラズー州）
- スィヴァス州
- トラブゾン州
- ヴァン州

東部地方
- モスル州

## 参考
- Colin Imber. The Ottoman Empire, 1300-1650: The Structure of Power. (Houndmills, Basingstoke, Hampshire, UK: Palgrave Macmillan, 2002.)
- Halil Inalcik. The Ottoman Empire: The Classical Age 1300-1600. Trans. Norman Itzkowitz and Colin Imber. (London: Weidenfeld & Nicolson, 1973.)
- Paul Robert Magocsi. Historical Atlas of Central Europe. (2nd ed.) Seattle, WA, USA: Univ. of Washington Press, 2002)
- Nouveau Larousse illustré, undated (early 20th century), passim (in French)
- Donald Edgar Pitcher. An Historical Geography of the Ottoman Empire. (Leiden, Netherlands: E.J.Brill,1972.) (Includes 36 color maps)
- Westermann, Großer Atlas zur Weltgeschichte (in German) (includes maps)
- Map of Europe in year 1500 with the subdivisions of the Ottoman Empire
- WorldStatesmen Turkey; see also other present-day countries